# Авіакатастрофа літака C-5 ВПС США (1975)
Авікатастрофа літака C-5 ВПС США (1975) - велика авіаційна катастрофа, що сталася в п'ятницю 4 квітня 1975 року на околицях 
авіабази Таншоннят в Сайгоні. В рамках операції «Babylift» військово-транспортний літак Lockheed C-5A Galaxy ВПС США евакуював безпритульних та дітей-сиріт з Південного В'єтнаму (рейс за маршрутом Сайгон — Анхелес), але через 12 хвилин після зльоту зазнав вибухової декомпресії, внаслідок чого відмовили кілька гідросистем. Екіпаж спробував повернутися на авіабазу Таншоннят, але через значну втрату управління здійснив вимушену посадку на рисове поле і повністю зруйнувався. З 328 осіб, що перебували на його борту (311 пасажирів і 17 членів екіпажу) загинули 155, у тому числі 78 дітей.